# 苏州大学未来校区
苏州大学未来校区位于中华人民共和国江苏省苏州市吴江区，东临京杭大运河，北临胜地生态公园，占地面积1000亩，建筑面积40万平方米。 2019年11月28日开工建设，2021年11月8日，举办首期启用仪式。